# John Hahn-Petersen
John Hahn-Petersen, född 4 november 1930 i Frederiksberg, död 4 januari 2006 Köpenhamn, var en dansk skådespelare.
Hahn-Petersen studerade vid Odense Teaters elevskola 1954-1956. Han medverkade från 1978-1982 i TV-succéserien Matador i rollen som herr Stein, en lågmäld judisk bankkamrer.

## Filmografi i urval
- 1966 – En så'n härlig natt
- 1975 – Olsen-banden på sporet
- 1975 – Huset på Christianshavn (TV-serie)
- 1978 – Du står inte ensam
- 1978–1982 – Matador (TV-serie)
- 1979 – Olsen-banden overgiver sig aldrig
- 1992 – Sofie
- 1993 – Svart höst
- 1994 – Brainstorm
- 1994 – Frihetens skugga (TV-serie)
- 1995 – Sommaren
- 1997 – Riket II (TV-serie)
- 1997 – Taxa (TV-serie)
- 2003 – Krönikan (TV-serie)
- 2003 – Försvarsadvokaterna (TV-serie)